# North Carolina FC U23
El North Carolina FC sub-23 es un equipo de fútbol de los Estados Unidos que juega en la USL League Two, la cuarta división de fútbol en el país.

## Historia
Fue fundado en el año 2002 en la ciudad de Raleigh, Carolina del Norte con el nombre Raleigh CASL Elite y entra a la antiguamente conocida como USL PDL, donde en su primera temporada llega a las finales de conferencia, pero en las siguientes cuatro temporada no avanzó a los play-offs.
En 2007 pasa a ser el equipo filial de los Carolina RailHawks FC de la extinta USL First Division y en esa temporada no avanzaron a los play-offs. En 2008 deja de ser un equipo filial y cambia su nombre por el de Carolina Clarets luego de que firman un convenio con el Burnley FC de Inglaterra, donde llega a las semifinales de conferencia en 2009 hasta que abandona la liga y en 2010 permanece inactivo.
En 2011 vuelve a llamarse Carolina RailHawks U23 y juega en la liga de división 3 de la USASA, donde ganaron el título regional en tres ocasiones y es campeón de liga dos veces, y en la temporada 2014 pasan a jugar en la National Premier Soccer League, donde llegan a las semifinales de conferencia dos años después.
En 2017 cambia su nombre por el de North Carolina FC U23 y pasa a jugar en la Premier Development League (hoy en día USL League Two).

## Palmarés

### USL PDL
- Eastern Conference: 1

2009

### USASA
- Nacional: 2

2011, 2013
- Region III: 3

2011, 2012, 2013